# Hack (hästras)
En Hack eller Hacker är en specifik typ av häst, främst en utmärkt ridhäst som används för ridsport och tävling. Hackerhästar är främst en brittisk företeelse, även om den synts i sydafrikanska och australiska showringar. Hack är mer en typ av häst än en hästras men i Storbritannien värderar man dessa hästar högt och de dresseras till fulländning. Man ska kunna rida en hack med bara en hand utan problem. 
De flesta Hacker-hästar är hästar av varmblodstyp, med mycket inslag av engelskt fullblod som ger en lätt och elegant ridhäst. Även något kraftigare halvblodshästar kan klassificeras som en Hacker. 

## Historia
Hack kommer från det gammelfranska ordet haquenée, som betyder "lätt ridhäst". Hackhästarnas historia går tillbaka till 1800-talet då det fanns två olika typer av Hack som var extremt populära, speciellt bland adeln i Storbritannien. Den ena typen var "Covert Hack". (covert kallas det skogsparti där rävjakter alltid startas) Covert Hack var en fullblodshäst som var otroligt bekväm att rida och som kunde gå i en mycket samlad galopp som på den tiden kallades hack canter. Denna typ användes mest till jakter. Den andra typen var Park Hack och reds mest av kvinnor men i Hyde Park reds de perfekt av både män och kvinnor som visade upp sig framför publiken. 
Idag är Hackerhästar en benämning för utmärkta tävlingshästar och omfattar både renrasiga engelska fullblod, Angloaraber och varmblodshästar, men även mindre ädla halvblodshästar kan räknas som hacker. 

## Egenskaper
Idag finns bara det som kallas Park Hack kvar och används ofta i shower i tre olika klasser. En för små hacks och en för stora hacks plus en damklass där kvinnorna rider i damsadel. Det ställs fortfarande höga krav på Hackhästens skolning och rörelserna måste vara så nära perfektion man kan komma, samtidigt som hackern ska vara mycket väluppfostrad. 
Under uppvisningarna som hålls flera gånger om året visar man upp Hackhästarna i skritt, trav och en långsam, samlad galopp och ryttaren får själv sammanställa ett program för att på bästa sätt visa upp Hackhästens elegans. Varje häst rids också av domaren enligt brittisk tradition för att man ska vara säker på att det inte handlar om något annat än en välskolad häst som sköter sig lika fint med en okänd man i sadeln. 